# Bothriochloa longipaniculata
Bothriochloa longipaniculata är en gräsart som först beskrevs av Gould, och fick sitt nu gällande namn av Kelly W. Allred och Gould. Bothriochloa longipaniculata ingår i släktet Bothriochloa och familjen gräs. Inga underarter finns listade i Catalogue of Life.